# Theridion altum
Theridion altum là một loài nhện trong họ Theridiidae.
Loài này thuộc chi Theridion. Theridion altum được Herbert Walter Levi miêu tả năm 1963.